# 市町村自治法
市町村自治法（しちょうそんじちほう）とは、琉球政府管轄下の地方公共団体の組織・権能・運営等について、立法院が制定した立法。
日本の法令でいえば地方自治法（昭和22年法律第67号）に相当するものであり、条文の構成も地方自治法に準拠している。8回改正（米国民政府による改正も含む）がなされた。
特に米国民政府による改正は、那覇市長だった瀬長亀次郎を排除するために、前科者の被選挙権剥奪規定が設けられた。

## 構成
- 第1章 総則 
  - 第1節 市町村及びその区域
  - 第2節 市町村住民及びその権利
  - 第3節 条例及び規則
- 第2章 直接請求
  - 第1節 条例の制定及び監査の請求
  - 第2節 解散及び解職の請求
- 第3章 議会
  - 第1節 組織
  - 第2節 権限
  - 第3節 招集及び会期
  - 第4節 議長及び副議長
  - 第5節 委員会
  - 第6節 会議
  - 第7節 請願
  - 第8節 議員の辞職及び資格の決定
  - 第9節 紀律
  - 第10節 懲罰
  - 第11節 議会の事務局及び事務局長、書記長、書記その他の職員
- 第4章 執行機関 
  - 第1節 市町村長
    - 第1款 地位及び権限
    - 第2款 補助機関
    - 第3款 議会との関係

  - 第2節 選挙管理委員会
  - 第3節 監査委員
- 第5章 給与
- 第6章 財務
  - 第1節 財産及び営造物
  - 第2節 収入
  - 第3節 支出
  - 第4節 予算
  - 第5節 出納及び決算
  - 第6節 雑則
- 第7章 監督
- 第8章 市町村組合及び財産区
  - 第1節 市町村組合
  - 第2節 財産区
- 附則